# 药物化学生物学国家重点实验室
药物化学生物学国家重点实验室，位于天津市南开区卫津路94号南开大学八里台校区乐群南路和海河教育园区津南校区月异路。实验室于2010年由时任南开大学校长饶子和院士筹建并担任首任实验室主任，2011年经国家科技部批准正式筹建，2014年12月通过验收，为依托南开大学的独立科研实体。